# Seniok
Seniok (ukr. Сеньок) – wieś na Ukrainie, w obwodzie charkowskim, w rejonie kupiańskim. W 2001 liczyła 124 mieszkańców, spośród których 109 posługiwało się językiem ukraińskim, a 15 rosyjskim.